# Bijou (romanzo)
Bijou è un romanzo dello scrittore francese Patrick Modiano, Premio Nobel per la letteratura 2014. Il tema del romanzo, come per altri dell'autore, è il recupero della memoria del passato da parte dei protagonisti. L'ambientazione è la città di Parigi.

## Trama
Una sera nella stazione del métro di Châtelet, la protagonista Thérèse Cardères è sicura di riconoscere, in una signora vestita di giallo, la madre che lei credeva morta anni prima in Marocco. D'impulso, la segue sul convoglio della linea 1 diretto verso Château de Vincennes, e scende alla penultima fermata prima del capolinea.
Thérèse l'ha riconosciuta grazie a una foto della madre che risale al tempo in cui lei era bambina e la chiamavano la Petite Bijou, la piccola Gioiello. Dopo avere passato la prima infanzia in stanze d'affitto, la madre l'aveva lasciata  in provincia, a Fossombronne-la Forêt, presso una conoscente, Frédérique; questa le aveva detto che mamma aveva seguito un uomo in Marocco e lì era morta.
La signora vestita di giallo entra in un caffè, poi in una cabina telefonica a gettoni, infine in un grosso edificio di alloggi. Thérèse la pedina senza farsi notare, senza riuscire a individuare se attualmente sia conosciuta con lo stesso nome. Quando lei era bambina, la madre Suzanne usava un nome d'arte dietro il quale svolgeva la professione di “ballerina”.
Nelle settimane successive Thérèse ritorna alla stessa fermata del métro, nella speranza di incrociarla ancora. Nel caffè in cui è entrata la prima sera non la conoscono per nome, invece dalla portinaia dello stabile dove abita viene a sapere che il nome sulla porta è Boré, e che è in ritardo con il pagamento dell'affitto.
Negli stessi giorni Thérèse conosce in una libreria un uomo, Moreau-Badmaev, che ha una singolare occupazione: ascolta trasmissioni radio da lingue rare e le traduce in francese. Attualmente sta imparando il persiano delle praterie, una lingua parlata in Iran da una stretta comunità.
Dal momento in cui Thérèse incontra la sua presunta madre, si scatena una tempesta di ricordi. Quando la madre l'aveva lasciata a Fossombronne, per qualche tempo era venuto a farle visita Jean Borand, che aveva una relazione con Suzanne. Già da tempo l'uomo era già abituato a prenderla alla stazione ferroviaria per accompagnarla a casa, forse preoccupato per la sua giovane età, mentre la madre l'avrebbe fatta girare da sola per Parigi.
Ogni luogo della città le ricorda un particolare del suo passato. Il caso vuole che ora Thérèse abbia trovato un appartamento in affitto nello stesso edificio dove aveva abitato per qualche tempo con la madre. Una sera in cui è particolarmente inquieta, Thérèse entra in una farmacia ancora aperta, ma si sente male. La farmacista preoccupata cercai di farla riprendere, la interroga per sapere se c'è qualche familiare o conoscente che possa aiutarla, quindi si offre di accompagnarla a casa. Thérèse le è umanamente grata, le fa addirittura capire che gradirebbe si fermasse a dormire la notte da lei per non restare sola.
A partire dall'incontro in métro, ogni luogo di Parigi adesso le ricorda l'infanzia e il rapporto con la madre. Quando si erano trasferite in un grande appartamento presso il Bois de Boulogne aveva cambiato nome, si faceva chiamare contessa Sonia O'Dauyé. A proposito della sua scomparsa in Marocco, a Fossombronne si mormorava che avesse seguito un uomo, lo stesso che le aveva pagato perché lei potesse recitare in un film, Le carrefour des archers, in cui anche la figlia aveva avuto una particina con il nome d'arte di la Petite Bijou.
Thérèse entra in crisi perché si trova a fare i conti con il passato, con il fatto di essere stata abbandonata; una sera finalmente si lascia andare; a cena non ha quasi toccato il piatto, poi accompagna Moreau-Badmaev a casa sua e qui gli racconta della propria infanzia, dell'ossessione verso il ricordo della madre. Da qualche tempo fugge le stazioni del métro dove potrebbe rischiare di incrociare nuovamente la donna vestita di giallo.
Le sue inquietudini non si appagano. Cerca di nuovo la compagnia della farmacista, che le porta dei tranquillanti; ma una sera in cui è sola Thérèse li inghiotte tutti e si risveglia all'ospedale. La sua nuova amica per fortuna è passata da casa, avevano appuntamento per una gita fuori città, e l'ha soccorsa. Thérèse forse adesso è riuscita a fare i conti con il passato.

## Edizioni
- Patrick Modiano, Bijou, Traduzione di Irene Babboni, coll. L’Arcipelago, Torino, Einaudi, 2005,  pp. 117, ISBN 88-06-17009-0.